# Буцко, Марк Михайлович
Буцко Марк Михайлович (25.04.1896 – 12.08.1952) — советский военачальник, генерал-майор (1940), участник Первой мировой, Гражданской и Великой Отечественной войн. 

## Биография
15 ноября 1930 года назначен командиром и военкомом 5-го территориального стрелкового полка (Пенза) с должности командира и военкома 92-го стрелкового полка. В 1938–1939 годах — помощник командира 75-й стрелковой дивизии. 13 февраля 1938 года получил звание комбриг (приказ 328/п от 13.02.1938г., и также приказ НКО-0170/п от 22.02.1938г.).
С 1939 по март 1941 года — командир 46-й стрелковой дивизии, 4 июня 1940 года получил звание «генерал-майор».
22 марта 1941 года назначен командиром 214-й стрелковой дивизии, сформированной в Ворошиловграде. В начале Великой Отечественной войны в конце июня 1941 года его дивизию начали перебрасывать на Западный фронт и включили в состав 22-й армии. В начале июля 1941 года тяжело ранен на станции выгрузки во время авианалёта. 
Оказался не годен к строевой и нестроевой службе, проходил лечение в психиатрической клинике 1 ММИ. На 09.09.1945 — в распоряжении начальника Высших стрелково-тактических Краснознаменных и Ордена Ленина Курсов Усовершенствования офицерского состава пехоты Красной Армии «Выстрел» имени Маршала Советского Союза Б. М. Шапошникова.
В отставке с 1945 года.
Похоронен в Москве на Введенском кладбище. участок №5 , родственное  захоронение  .  

## Семья
Жена  Буцко Варвара Тимофеевна  (1903-1986),  сыновья  Буцко Виталий Маркович ( 1936-2012) — майор  и  Буцко Юрий Маркович  (28 мая 1938 - 25 апреля 2015) — советский и российский композитор.

## Награды
- медаль «За победу над Германией в Великой Отечественной войны 1941—1945 гг.» (9.09.1945)